# Terrell McIntyre
Lance Terrell McIntyre (Fayetteville, 18 ottobre 1977) è un ex cestista statunitense.

## Carriera
Uscito dalla Clemson University nel 1999, ha giocato nel Gravelines (Francia), nel Braunschweig (Germania), e nella NBDL al Fayetteville Patriots fin quando è arrivato in Italia, in Legadue, alla Carife Ferrara, nella stagione 2003-04 e successivamente alla Upea Capo d'Orlando, sempre in Legadue. Qui Mc Intyre ha avuto una media di 18,7 punti a partita, 4,7 assist e 3,3 rimbalzi; affiancato da un'autentica corazzata con nomi come Rolando Howell e Ryan Hoover, conquista la promozione in serie A direttamente, senza passare dai playoff.
Nella stagione 2005-06 viene acquistato dalla Bipop Carire Reggio Emilia. Questa è la sua prima stagione in serie A, nella quale ha stabilito un record: nell'anticipo della trentesima giornata, contro la Virtus Bologna il play di Reggio Emilia realizza 41 punti, con 10 su 10 da tre punti  e stabilendo un incredibile record, spazzando via quelli precedenti di David Rivers e Óscar Torres, che avevano realizzato 8 triple su 8.
L'anno successivo si trasferisce alla Montepaschi Siena, nella quale è uno dei leader e protagonisti dei quattro scudetti consecutivi della squadra toscana. In serie A ha avuto una media di 15,6 punti a partita, 4 assist e 2,5 rimbalzi. Molto veloce, ha eccellenti doti realizzative, ottima visione di gioco e sa mettersi a disposizione della squadra. Viene soprannominato T-Mac, dai tifosi senesi.
Nelle stagioni 2007-08 e 2008-09 viene nominato miglior play nell'All-Euroleague Team, il miglior quintetto dell'Eurolega.
Il 24 novembre 2011 annuncia il ritiro complice un infortunio all'anca che comporterà un'operazione.

## Statistiche

### College
| Anno      | Squadra        | PG  | PT  | MP   | TC%  | 3P%  | TL%  | RP  | AP  | PRP | SP  | PP   |
| --------- | -------------- | --- | --- | ---- | ---- | ---- | ---- | --- | --- | --- | --- | ---- |
| 1999-2000 | Clemson Tigers | 29  | 21  | 31,2 | 40,1 | 35,0 | 79,2 | 2,8 | 3,1 | 1,3 | 0,0 | 12,7 |
| 2000-2001 | Clemson Tigers | 33  | 33  | 33,5 | 39,1 | 35,5 | 79,7 | 2,5 | 4,4 | 1,3 | 0,1 | 13,4 |
| 2001-2002 | Clemson Tigers | 29  | 23  | 32,4 | 42,7 | 36,1 | 77,9 | 3,4 | 5,3 | 2,0 | 0,0 | 13,9 |
| 2002-2003 | Clemson Tigers | 35  | 35  | 35,7 | 43,6 | 40,2 | 79,3 | 2,3 | 5,4 | 1,6 | 0,0 | 17,9 |
| Carriera  | Carriera       | 126 | 112 | 33,3 | 41,5 | 37,2 | 79,0 | 2,7 | 4,6 | 1,5 | 0,0 | 14,6 |

### Eurolega
| Anno      | Squadra         | PG | PT | MP   | TC%  | 3P%  | TL%  | RP  | AP  | PRP | SP  | PP   |
| --------- | --------------- | -- | -- | ---- | ---- | ---- | ---- | --- | --- | --- | --- | ---- |
| 2007-2008 | Mens Sana Siena | 24 | 23 | 30,2 | 41,9 | 40,3 | 92,9 | 2,0 | 4,9 | 2,5 | 0,0 | 13,8 |
| 2008-2009 | Mens Sana Siena | 19 | 19 | 30,2 | 51,2 | 39,5 | 90,5 | 2,5 | 4,4 | 1,7 | 0,0 | 17,3 |
| 2009-2010 | Mens Sana Siena | 16 | 16 | 26,9 | 43,8 | 41,2 | 86,5 | 1,9 | 5,1 | 1,9 | 0,0 | 12,5 |
| 2010-2011 | Málaga          | 10 | 6  | 21,8 | 24,6 | 23,4 | 92,3 | 0,9 | 2,8 | 0,6 | 0,0 | 5,7  |
| Carriera  | Carriera        | 69 | 64 | 28,2 | 43,4 | 38,5 | 90,4 | 2,0 | 4,5 | 1,9 | 0,0 | 13,3 |

## Palmarès

### Squadra
- Campionato italiano: 4

Mens Sana Siena: 2006-07, 2007-08, 2008-09, 2009-10
- Coppa Italia: 2

Mens Sana Siena: 2009, 2010
- Supercoppa italiana: 3

Mens Sana Siena: 2007, 2008, 2009
- Legadue: 1

Capo d'Orlando: 2004-05
- Coppa Italia di Legadue: 1

Capo d'Orlando: 2005

### Individuale
- All-NBDL Second Team: 1

2001-02
- All-Euroleague First Team: 2

Mens Sana Siena: 2007-08, 2008-09
- MVP Serie A: 2

Mens Sana Siena: 2007, 2009
- MVP Supercoppa italiana: 1

Mens Sana Siena: 2008
- MVP finali Serie A: 3

Mens Sana Siena: 2008, 2009, 2010